# 侯直
侯直（1456年—？），字公繩，直隸松江府華亭縣人，民籍，明朝政治人物。

## 生平
成化十六年（1480年）庚子科應天鄉試第七十六名舉人，成化十七年（1481年）中式辛丑科會試第七十名，二甲第九十四名進士。任蘄州知州。

## 家族
曾祖侯克紹；祖父侯廷信；父侯藎，府同知。母沈氏（封安人）。严侍下。兄侯方，刑部员外郎。